# Шпергель польовий
Шпергель польовий (Spergula arvensis) — вид квіткових рослин родини гвоздичні (Caryophyllaceae). Етимологія: лат. arvensis — «польовий».

## Морфологічна характеристика
Однорічна трав'яниста рослина, яка досягає висоти зростання від 10 до 50 сантиметрів. На надземній частині рослини рідко розкидані залозисті волоски. Листя супротивне, довжиною 1–3 см. Має білі квіти, 7-9 мм в діаметрі; п'ять пелюсток від 2,5 до 4,5 мм, які трохи довші за чашолистки, яйцеподібні. Капсули довжиною 5 мм. Кругле насіння (0.7)0,9–1,1 мм, чорне, матове, з вузькими до 0,2 мм крилами.

## Поширення
Батьківщина. Північна Африка: Алжир; Марокко. Кавказ: Росія — Передкавказзя, Східний Сибір, Західний Сибір, Європейська частина. Західна Азія: Ізраїль; Ліван; Туреччина. Європа: Білорусь; Естонія; Латвія; Литва; Україна; Австрія; Бельгія; Чехія; Німеччина; Угорщина; Нідерланди; Польща; Словаччина; Швейцарія; Данія; Фінляндія; Ісландія; Ірландія; Норвегія; Швеція; Об'єднане Королівство; Албанія; Боснія і Герцеговина; Болгарія; Хорватія; Греція; Італія; Македонія; Чорногорія; Румунія; Сербія; Словенія; Франція; Португалія [вкл. Мадейра]; Гібралтар; Іспанія [вкл. Канарські острови]. Натуралізований. Гренландія, Австралія, Нова Зеландія, багато країн Азії, Африки, Америки. Поширюється в районах з помірним кліматом практично в усьому світі. Росте на легких ґрунтах, піщаних, кременистих, сухих, кислих.

## Галерея

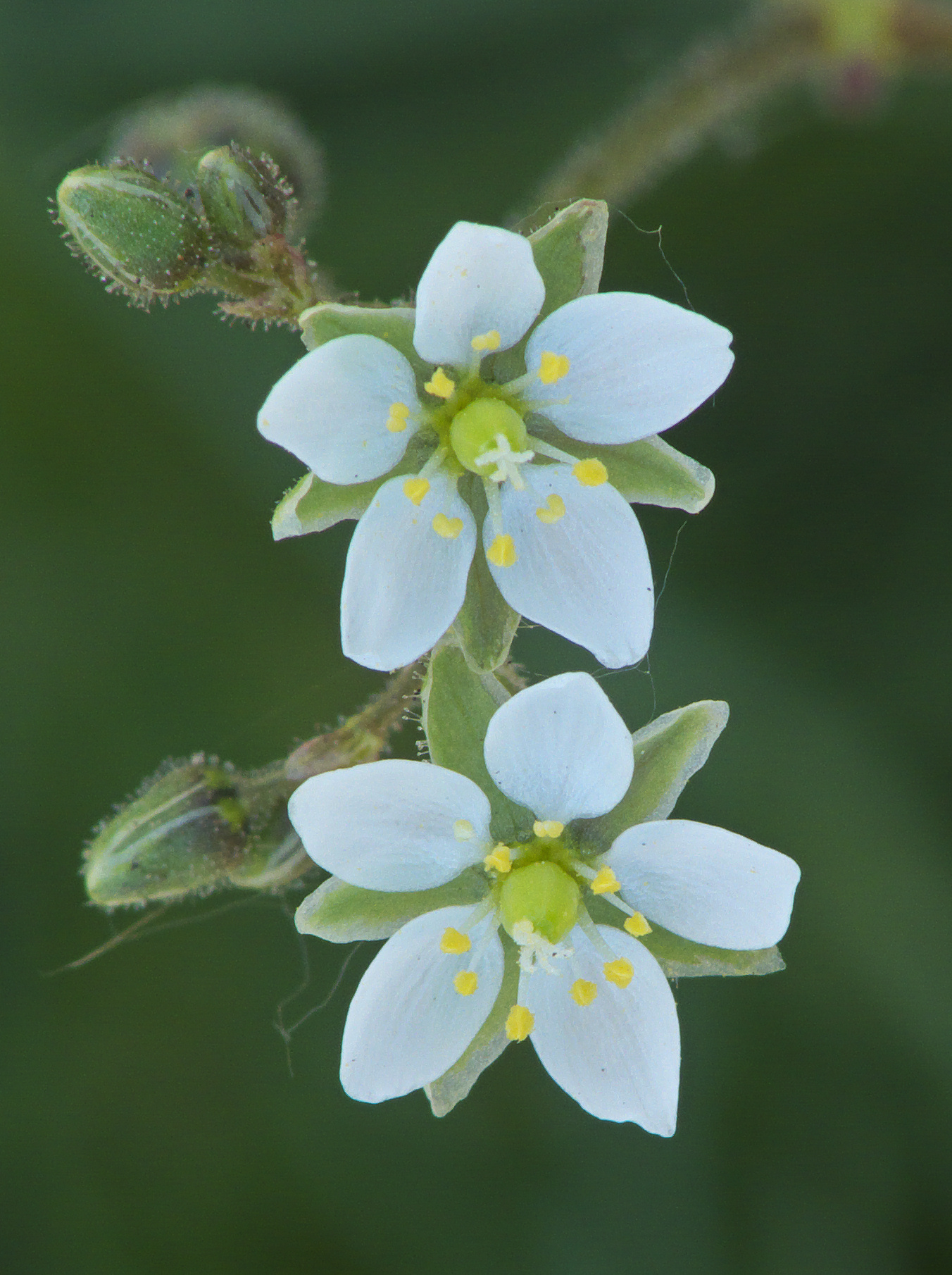
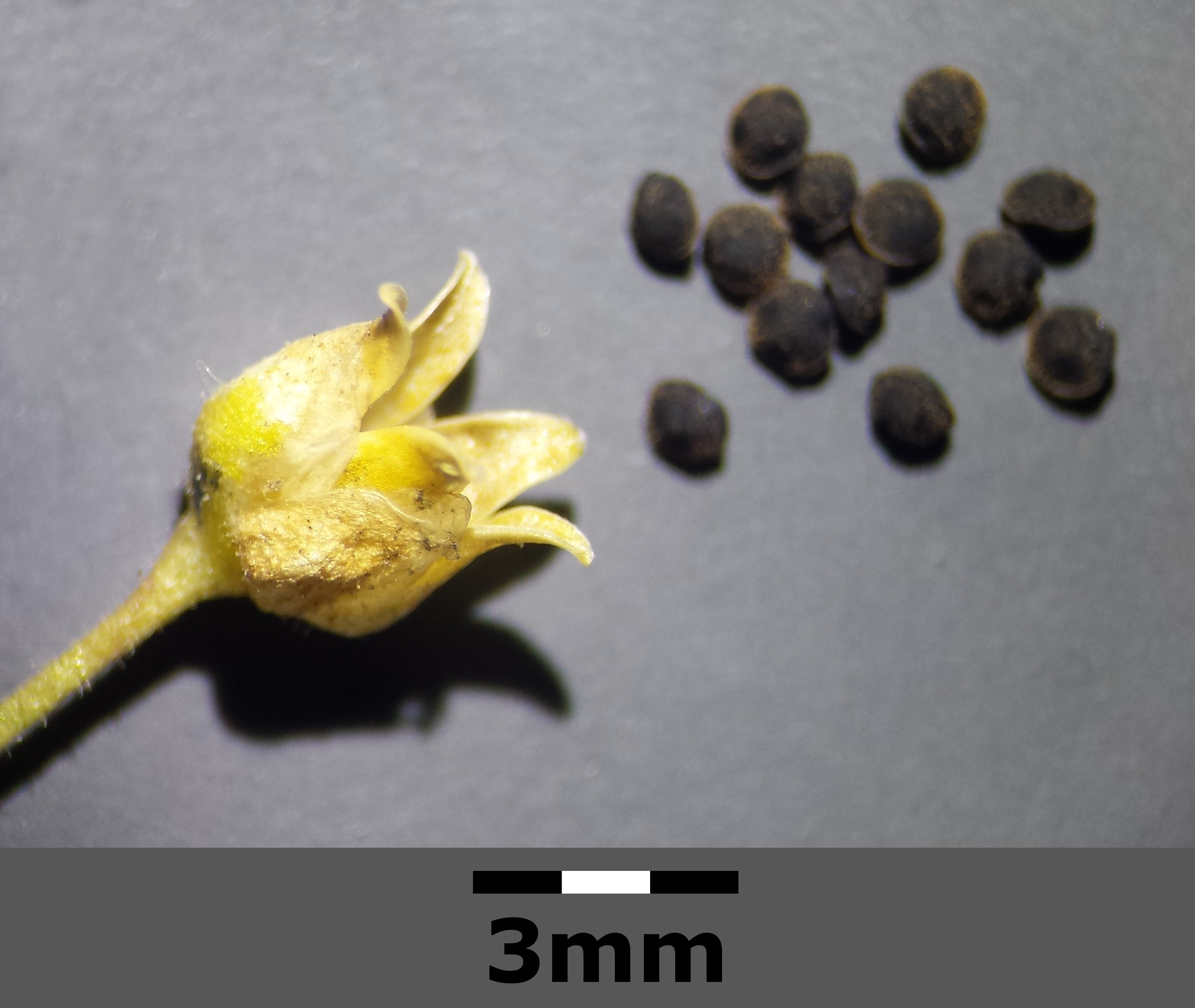
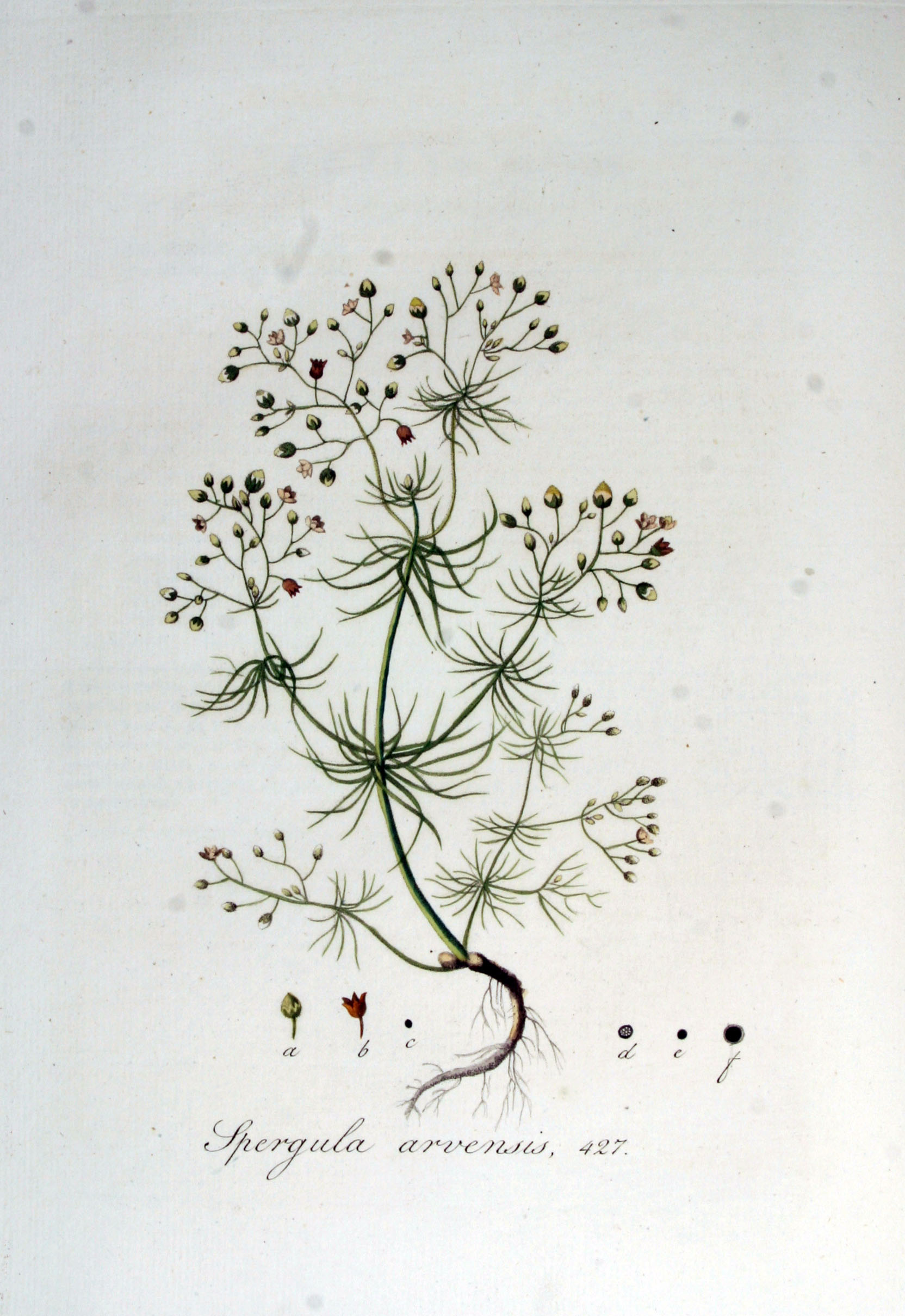